# Мерцалов Іван Антонович
Іван Антонович Мерцалов (рос. Иван Антонович Мерцалов; нар. ? — пом. 1853) — російський поміщик, один з основоположників зоотехнічної науки на теренах Україні, селекціонер, творець нової породи овець Російська інфандо.

## Біографія
Батьками Івана були майор Антон Лаврентійович і Віра Назарівна Мерцалови, у нього також була сестра Анна. Його батькам належало село Панківка, де вони і проживали.
Свою кар'єру розпочав зі служби в армії, служив у кавалерії. Пішов у відставку в чині поручика.
Решту свого життя присвятив сільському господарству. За словами сучасників, І. А. Мерцалов був «тонким знатоком тонкорунного вівчарства» і «цілком може бути названий батьком тонкорунного вівчарства східної України».
Його вважали одним з основоположників вітчизняної зоотехнічної науки в Україні. Вже після його смерті в друкарні Харківського університету були опубліковані «Записки про розведення, утримання та поліпшення іспанських овець …», «Записки про сортування іспанських овець і якості вироблених ними вовни».

## Російська інфандо
Іван Антонович створив нову українську тонкорунну породу «Російська інфандо», придатну для умов клімату і вимог вовняного ринку. Мерцаловські вівці важили 50-60 кілограмів, давали в середньому по 5 кілограмів вовни і відрізнялися витривалістю. Гармонійне поєднання цих властивостей відповідало суворим умовам утримання овець. Вівці легко переносили морози, не даючи убутку. Сам Мерцалов писав: «... по суворості клімату, численності стад і простору наших степів, з часом ці вівці повинні отримати в нашій батьківщині новий вид тонкорунні російські». Своїй улюбленій справі Іван Антонович присвятив 27 років життя.

## Наукові праці
- «Записки про розведення, утримання та поліпшення іспанських овець …». Харків, 1860.
- «Записки про сортування іспанських овець і якості вироблених ними вовни». Харків 1865